# Buffalo County, Wisconsin
 Buffalo County är ett administrativt område i den västra delen av delstaten Wisconsin, USA beläget omedelbart intill Mississippifloden. Den administrativa huvudorten (county seat) är Alma.

## Geografi
Enligt United States Census Bureau har countyt en total area på 1 838 km². 1 773 km² av den arean är land och 65 km² är vatten. 

### Angränsande countyn
- Pepin County - nord
- Eau Claire County - nordost
- Trempealeau County - öst
- Winona County, Minnesota - syd
- Wabasha County, Minnesota - väst

### Städer och samhällen
- Alma (huvudort)
- Buffalo City
- Cochrane
- Fountain City
- Mondovi
- Nelson